# پیجن کریک (اوهایو)
پیجن کریک (به انگلیسی: Pigeon Creek) یک منطقهٔ مسکونی در ایالات متحده آمریکا است که در شهرستان سامیت، اوهایو واقع شده‌است. پیجن کریک ۲٫۳ کیلومتر مربع مساحت و ۹۴۵ نفر جمعیت دارد و ۳۱۷ متر بالاتر از سطح دریا واقع شده‌است.